# Bar Gezellig
Bar Gezellig is een Nederlandse comedyserie die in 2014 werd uitgezonden op SBS6.

## Geschiedenis
De serie was een remake van het Amerikaanse Cheers en speelde zich af in een café, waarbij het alledaagse leven van de bezoekers en medewerkers centraal stond. Bar Gezellig kreeg slechte kritieken en de kijkcijfers zakten snel van 600.000 in de eerste aflevering naar minder dan de helft later. De serie stopte na één seizoen.

## Rolverdeling
| Acteur              | Personage      | Rol                           | Personage in Cheers    |
| ------------------- | -------------- | ----------------------------- | ---------------------- |
| Bastiaan Ragas      | Barry Konings  | Barman en eigenaar            | Sam Malone             |
| Sytske van der Ster | Helene Janssen | Serveerster                   | Diane Chambers         |
| Anne-Mieke Ruyten   | Cindy de Bruin | Serveerster                   | Carla Tortelli         |
| Dick van den Toorn  | 'Coach'        | Barman                        | 'Coach' Ernie Pantusso |
| Hugo Konings        | Niek Prius     | Stamgast, postbode            | Cliff Clavin           |
| Mark Scholten       | Lou            | Stamgast, accountant/werkloze | Norm Peterson          |

## Afleveringen
| Aflevering | Titel                           | Uitzenddatum | Kijkcijfers |
| ---------- | ------------------------------- | ------------ | ----------- |
| 1          | Het is maar een naam            | 7 mei 2014   | 627.000     |
| 2          | Helene ontmoet mama             | 14 mei 2014  | 560.000     |
| 3          | Barry wordt bedreigd            | 21 mei 2014  | 375.000     |
| 4          | Cindy krijgt een boeiend cadeau | 28 mei 2014  | 441.000     |
| 5          | Niek en Hugo hebben sjans       | 4 juni 2014  |             |
| 6          | Barry gaat weer naar school     | 11 juni 2014 |             |